# Bradysiopsis
Bradysiopsis (лат.) — род двукрылых из семейства детритниц.

## Описание
Мелкие (3-4 мм) комарики тёмной окраски. Щупики трёхчлениковые без сенсорных ямок на первом членике. Глазной мостик над усиками шириной в 3–4 фасетки. Грудь и брюшко короткими тонкими беловатыми волосками. Щиток с четырьмя крепкими щетинками. Жилки задней части крыльев отчётливые без микротрихий. Коготки на лапках без зубчиков. Гоностиль с крепким вершинным зубцом, на внутренней их стороне имеются длинные щетинки.

## Экология
Имаго отлавливались в лесных местообитаниях.

## Классификация
Описан в 1960 году финским энтомологом  Ристо Туомикоски в ранге подрода рода Lycoriella. Род объединяет 9 современных и один ископаемый вид.
- Bradysiopsis dearmata (Mohrig & Krivosheina, 1987)
- Bradysiopsis disjuncta (Mohrig & Mamaev, 1970)
- Bradysiopsis postvittigera Mohrig & Kauschke, 2016
- Bradysiopsis praevittata Mohrig & Kauschke, 2016
- Bradysiopsis praevittigera Mohrig & Kauschke, 2016
- †Bradysiopsis repentina Mohrig & Roschmann, 2005
- Bradysiopsis sordida (Mohrig, Roschmann & Rulik, 1999)
- Bradysiopsis subvittigera Mohrig & Kauschke, 2016
- Bradysiopsis vittata (Meigen, 1830)
- Bradysiopsis vittigera (Zetterstedt, 1851)

## Палеонтология
Единственный известный в ископаемом состоянии вид Bradysiopsis repentina найден в доминиканском янтаре возрастом около 22 млн лет.

## Распространение
Представители рода встречаются в Евразии и Северной Америке и Северной Африке